# 長崎県道132号雲仙有家線
長崎県道132号雲仙有家線（ながさきけんどう132ごう うんぜんありえせん）は、長崎県南島原市を通る一般県道である。

## 概要
南島原市有家町尾上から南島原市有家町山川に至る。

### 路線データ
- 起点：南島原市有家町尾上（国道57号交点）
- 終点：南島原市有家町山川（小川交差点、国道251号交点）
- 総延長：8.4 km

## 地理

### 通過する自治体
- 南島原市

### 交差する道路
| 交差する道路                          | 交差する場所 | 交差する場所      |
| ------------------------------------- | ------------ | ----------------- |
| 国道57号                              | 有家町尾上   | 起点              |
| 島原半島広域農道 / 雲仙グリーンロード | 有家町尾上   |                   |
| 国道251号                             | 有家町山川   | 小川交差点 / 終点 |

### 沿線
- 南島原市立有家小学校
- 南島原市立新切小学校
- 南島原市有家学校給食センター
- 南島原市役所 有家支所